# Prix de Roma
O Prix de Roma (Prêmio de Roma) foi uma bolsa de estudo destinada a estudantes das artes e atribuída pelo governo francês a jovens artistas que se distinguissem na respectiva categoria. Foi criado em 1663 durante o reinado de Luís XIV de França. Era uma bolsa anual destinada a artistas promissores (pintores, escultores e arquitectos) que comprovavam o seu talento e arte através de uma competição com eliminatórias muito exigentes.
O prestigioso prêmio foi suprimido em 1968 por André Malraux, o Ministro da Cultura da França.

## Vencedores

### Arquitectura
(Entre 1722 e 1786, o Grand Prix de Rome em arquitectura foi atribuído pela Académie d'architecture, sendo o seu primeiro vencedor Jean Michel Chevotet.)
- 1786 - Charles Percier
- 1805 - Auguste Guenepin
- 1815 - Tilman-François Suys
- 1819 - Martin-Pierre Gauthier
- 1823 - Félix Duban
- 1824 - Henri Labrouste
- 1833 - Victor Baltard
- 1837 - Jean-Baptiste Guenepin
- 1840 - Théodore Ballu
- 1847 - Jules Eugène Lenepveu
- 1848 - Charles Garnier
- 1850 - Victor Louvet
- 1861 - Constant Moyaux
- 1864 - Julien Guadet
- 1866 - Jean-Louis Pascal
- 1870 - Albert-Félix-Théophile Thomas
- 1878 - Victor Laloux
- 1880 - Louis Girault
- 1881 - Henri Deglane
- 1886 - Albert Louvet - “Premier Second Grand Prize”
- 1888 - Albert Tournaire
- 1890 - Emmanuel Pontremoli
- 1892 - Guillaume Tronchet
- 1899 - Tony Garnier
- 1902 - Henri Prost
- 1912 - Jacques Debat-Ponsan
- 1919 - Jacques Carlu
- 1923 - Jean-Baptiste Mathon
- 1927 - André Leconte
- 1928 - Georges Dengler
- 1937 - Paul Jacques Grillo
- 1938 - Henry Bernard
- 1939 - Bernard Zehrfuss
- 1945 - Jean Dubuisson
- 1950 - Xavier Arsène-Henry - “Premier Second Grand Prize”
- 1954 - Robert Venturi
- 1955 - Ngô Viết Thụ
- 1956 - Michel Folliasson - “Premier Second Grand Prize”
- 1966 - Bernard Schoebel
- 1967 - Daniel Kahane

### Pintura
- 1663 - Pierre Monier (or Meunier)
- 1673 - Louis de Boullogne le jeune
- 1682 - Hyacinthe Rigaud
- 1688 - Daniel Sarrabat
- 1699 - Pierre-Jacques Cazes
- 1709 - Jean Antoine Watteau (dit Antoine Watteau) - "Second Grand Prize"
- 1720 - François Boucher
- 1721 - Charles-Joseph Natoire
- 1724 - Carle van Loo
- 1727 - Pierre-Hubert Subleyras
- 1734 - Jean-Baptiste Marie Pierre
- 1736 - Noël Hallé
- 1738 - Charles-Amédée-Philippe van Loo
- 1741 - Charles-Michel-Ange Challe
- 1752 - Jean-Honoré Fragonard
- 1756 - Hughes Taraval
- 1757 - Louis Jean-Jacques Durameau[1]
- 1758 - Jean-Bernard Restout
- 1765 - Jean Bardin
- 1766 - François-Guillaume Ménageot
- 1767 - Jean Simon Berthélemy
- 1768 - François-André Vincent
- 1769 - Joseph Barthélémy Le Bouteux, Pierre Lacour - "Second Grand Prize"
- 1770 - Gabriel Lemonnier
- 1771 - Joseph-Benoît Suvée
- 1772 - Pierre-Charles Jombert, Anicet Charles Gabriel Lemonnier - "Second Grand Prize"
- 1773 - Pierre Peyron
- 1774 - Jacques-Louis David
- 1775 - Jean-Baptiste Regnault
- 1776 - Bénigne Gagneraux
- 1778 - Charles-Édouard Chaise – “Second Prize”
- 1780 - Jean-Pierre Saint-Ours
- 1782 - Antoine-Charles-Horace Vernet (dit Carle Vernet)
- 1783 - François Gounod - "Second Grand Prize"
- 1784 - Jean-Germain Drouais, Guillaume Guillon Lethière - "Second Grand Prize"
- 1787 - François-Xavier Fabre
- 1789 - Anne-Louis Girodet de Roussy-Trioson, Guillaume Guillon Lethière - "Second Grand Prize"
- 1790 - Jacques Réattu
- 1792 - Charles Paul Landon
- 1797 - Pierre-Narcisse Guérin, Louis-André-Gabriel Bouchet, Pierre Bouillon
- 1798 - Fulchran-Jean Harriet
- 1800 - Jean-Pierre Granger
- 1801 - Jean Auguste Dominique Ingres
- 1802 - Alexandre Menjaud
- 1803 - Merry-Joseph Blondel
- 1804 - Joseph-Denis Odevaere
- 1805 - Félix Boisselier
- 1807 - François Joseph Heim
- 1808 - Alexandre-Charles Guillemot
- 1809 - Jérôme-Martin Langlois
- 1810 - Michel Martin Drölling
- 1811 - Alexandre-Denis-Abel de Pujol
- 1812 - Louis-Vincent-Léon Pallière
- 1813 - François-Édouard Picot[2]
- 1815 - Jean Alaux (dit le Romain)
- 1816 - Antoine-Jean-Baptiste Thomas
- 1817 - Léon Cogniet, Achille Etna Michallon - History
- 1820 - Amable-Paul Coutan
- 1821 - Joseph-Désiré Court, Jean-Charles-Joseph Rémond
- 1824 - Charles Philippe Larivière
- 1825 - André Giroux
- 1830 - Émile Signol
- 1831 - Henry-Frédéric-Schopin (or Chopin)
- 1832 - Antoine Wiertz, Jean-Hippolyte Flandrin
- 1833 - Gabriel Prieur
- 1834 - Paul Jourdy
- 1837 - Thomas Couture
- 1838 - Isidore Pils
- 1839 - Ernest Hébert
- 1840 - Pierre-Nicolas Brisset
- 1842 - Victor Biennourry
- 1844 - Félix-Joseph Barrias
- 1845 - Jean-Achille Benouville, Alexandre Cabanel - “Second Prix de Rome”
- 1847 - Jules Eugène Lenepveu
- 1848 - Joseph Stallaert; William-Adolphe Bouguereau & Gustave Boulanger - “Second Prize”
- 1849 - Gustave Boulanger
- 1850 - William-Adolphe Bouguereau, Paul Baudry
- 1854 - Felix-Henri Giacomotti, Armand Bernard - “Second Prix de Rome”
- 1857 - Charles Sellier
- 1858 - Jean-Jacques Henner
- 1861 - Léon Perrault, Jules Joseph Lefebvre
- 1864 - Diogène-Ulysse-Napoléon Maillard
- 1865 - Jules Machard, André Hennebicq, Gustave Huberti
- 1866 - Henri Regnault [3]
- 1868 - Édouard-Théophile Blanchard[4]
- 1869 - Luc-Olivier Merson
- 1871 - Edouard Toudouze
- 1873 - Aimé Morot
- 1874 - Paul-Albert Besnard[5]
- 1875 - Léon Comerre, Jules Bastien-Lepage - “Second Prize”
- 1876 - Joseph Wencker
- 1880 - Henri Lucien Doucet
- 1881 - Louis-Edouard-Paul Fournier
- 1883 - André Marcel Baschet, Émile Friant - “Second Prize”
- 1884 - Edouard Cabane - "Second Prize"
- 1889 - Ernest Laurent
- 1891 - Adolphe Déchenaud - “Second Grand Prize”, Hubert-Denis Etcheverry - “Second Prize”
- 1894 - Adolphe Déchenaud
- 1898 - Jean-Amédée Gibert, Jules Joseph Lefebvre
- 1906 - Albert Henry Krehbiel
- 1907 - Louis Léon Eugène Billotey, Émile Aubry
- 1908 - Jean Lefeuvre
- 1910 - Jean Dupas
- 1911 - Jean-Gabriel Domergue
- 1912 - Gabriel Girodon
- 1913 - Robert Davaux
- 1914 - Victor-Julien Giraud, Jean Despujols
- 1919 - Louis-Pierre Rigal
- 1921 - Constantin Font
- 1922 - Pierre-Henri Ducos de La Haille
- 1923 - Pierre Dionisi
- 1924 - René-Marie Castaing
- 1925 - Odette Pauvert - First "First Grand Prize" obtained by a woman
- 1928 - Nicolas Untersteller
- 1930 - Yves Brayer, Salvatore DeMaio
- 1934 - Pierre-Emile-Henri Jérôme
- 1936 - Lucien Fontanarosa & Jean Pinet - “Premier Grand Prize”; Roger Bezombes
- 1941 - Piet Schoenmakers
- 1942 - Pierre-Yves Trémois – “Premier Grand Prize”
- 1946 - José Fabri-Canti
- 1947 - Louis Vuillermoz - “Premier Second Grand Prize”
- 1948 - John Heliker
- 1950 - Paul Collomb - “Premier Second Grand Prize”
- 1951 - Daniel Sénélar - “Premier Grand Prize”
- 1953 - Pierick Houdy
- 1955 - Paul Ambille
- 1960 - Pierre Carron
- 1962 - Freddy Tiffou
- 1965 - Jean-Marc Lange
- 1966 - Gérard Barthélemy
- 1967 - Thierry Vaubourgoin - “Second Grand Prize”
- 1968 - Michel Niel Froment

### Escultura
- 1673 - Jean Cornu
- 1680 - Jean Joly
- 1682 - Nicolas Coustou
- 1686 - Pierre Legros
- 1694 - René Frémin
- 1722 - Edmé Bouchardon
- 1725 - Jean-Baptiste II Lemoyne
- 1739 - Louis-Claude Vassé
- 1748 - Augustin Pajou
- 1754 - Charles-Antoine Bridan
- 1757 - Étienne-Pierre-Adrien Gois
- 1758 - Félix Lecomte
- 1761 - Jean-Antoine Houdon
- 1762 - Louis-Simon Boizot
- 1765 - Pierre Julien
- 1772 - François-Nicolas Delaistre
- 1779 - Louis-Pierre Deseine
- 1784 - Antoine-Denis Chaudet
- 1788 - Jacques-Edme Dumont
- 1790 - François-Frédéric Lemot
- 1801 - Joseph-Charles Marin & François-Dominique-Aimé Milhomme
- 1806 - Pierre-François-Grégoire Giraud
- 1809 - Henri-Joseph Ruxthiel
- 1811 - David d'Angers
- 1812 - François Rude
- 1813 - Jean-Jacques Pradier (dit James Pradier)
- 1815 - Étienne-Jules Ramey
- 1817 - Charles-François Lebœuf (dit Nanteuil)
- 1818 - Bernard-Gabriel Seurre (dit Seurre Aîné)
- 1819 - Abel Dimier
- 1820 - Georges Jacquot
- 1821 - Philippe-Joseph-Henri Lemaire
- 1823 - Augustin-Alexandre Dumont & Francisque-Joseph Duret
- 1824 - Charles-Marie-Émile Seurre (dit Seurre jeune)
- 1826 - Louis Desprez
- 1827 - Jean-Louis-Nicolas Jaley & François-Gaspard-Aimé Lanno
- 1828 - Antoine Laurent Dantan (dit Dantan l'Aîné)
- 1829 - Jean-Baptiste-Joseph Debay (dit Debay fils)
- 1830 - Honoré-Jean-Aristide Husson
- 1832 - François Jouffroy & Jean-Louis Brian
- 1833 - Pierre-Charles Simart
- 1836 - Jean-Marie-Bienaimé Bonnassieux & Auguste-Louis-Marie Ottin
- 1837 - Louis-Léopold Chambard
- 1838 - Nicolas-Victor Vilain
- 1839 - Théodore-Charles Gruyère
- 1841 - Georges Diebolt & Charles-Joseph Godde
- 1842 - Jules Cavelier
- 1843 - René-Ambroise Maréchal
- 1844 - Eugène-Louis Lequesne
- 1845 - Jean-Baptiste-Claude-Eugène Guillaume
- 1847 - Jacques-Léonard Maillet & Jean-Joseph Perraud
- 1848 - Gabriel-Jules Thomas
- 1849 - Louis Roguet
- 1850 - Charles-Alphonse-Achille Gumery
- 1851 - Gustave Adolphe Désiré Crauk
- 1852 - Alfred-Adolphe-Édouard Lepère
- 1854 - Jean-Baptiste Carpeaux
- 1855 - Henri-Michel-Antoine Chapu & Amédée-Donatien Doublemard
- 1856 - Henri-Charles Maniglier
- 1857 - Joseph Tournois
- 1859 - Jean-Alexandre-Joseph Falguière & Louis-Léon Cugnot
- 1860 - Barthélemy Raymond
- 1861 - Justin-Chrysostome Sanson
- 1862 - Ernest-Eugène Hiolle
- 1863 - Charles-Arthur Bourgeois
- 1864 - Eugène Delaplanche & Jean-Baptiste Deschamps
- 1865 - Louis-Ernest Barrias
- 1868 - Marius-Jean-Antoine Mercié & Edme-Antony-Paul Noël (dit Tony Noël)
- 1869 - André-Joseph Allar
- 1870 - Jules-Isidore Lafrance
- 1871 - Laurent-Honoré Marqueste
- 1872 - Jules Coutan
- 1873 - Jean-Antoine-Marie Idrac
- 1874 - Jean-Antoine Injalbert
- 1875 - Jean-Baptiste Hugues
- 1876 - Alfred-Désiré Lanson
- 1877 - Alphonse-Amédée Cordonnier
- 1878 - Edmond Grasset
- 1879 - Léon Fagel
- 1880 - Émile-Edmond Peynot
- 1881 - Jacques-Théodore-Dominique Labatut
- 1882 - Désiré-Maurice Ferrary
- 1883 - Henri-Édouard Lombard
- 1884 - Denys Puech
- 1885 - Joseph-Antoine Gardet
- 1886 - Paul-Gabriel Capellaro
- 1887 - Edgar-Henri Boutry
- 1888 - Louis-J. Convers
- 1889 - Jean-Charles Desvergnes
- 1890 - Paul-Jean-Baptiste Gasq
- 1891 - François-Léon Sicard
- 1892 - Hippolyte-Jules Lefebvre
- 1893 - Aimé-Jérémie-Delphin Octobre
- 1894 - Constant-Ambroise Roux
- 1895 - Hippolyte-Paul-René Roussel (dit Paul-Roussel)
- 1896 - Jean-Baptiste-Antoine Champeil
- 1897 - Victor Segoffin
- 1898 - Camille Alaphilippe
- 1899 - André-César Vermare
- 1900 - Paul-Maximilien Landowski
- 1901 - Henri Bouchard
- 1913 - Gilbert Ledward
- 1914 - Charles Sargeant Jagger[6]
- 1919 - Alfred Janniot - Premier prize, Raymond Delamarre - Premier prize ex aequo et bono, César Schroevens - Third Prize
- 1927 - Jeanne Louise Milde[7]
- 1932 - Henri Lagriffoul
- 1934 - Albert Bouquillon
- 1935 - Alphonse Darville
- 1936 - André Greck
- 1937 - Raymond Granville Barger
- 1947 - Léon Bosramiez
- 1954 - Jacqueline Bechet-Ferber

### Gravação
O prémio na categoria Gravura foi criado em 1804 e suprimido em 1968 por André Malraux, então Ministro da Cultura do governo francês.
- 1906 - Henry Cheffer
- 1910 - Jules Piel
- 1911 - Albert Decaris
- 1920 - Pierre Matossy
- 1921 - Pierre Gandon
- 1952 - Claude Durrens

### Composição musical
- 1803 - Albert Androt
- 1804 - O Grande Prémio não foi atribuído
- 1805 - Ferdinand Gasse ("primeiro" Primeiro Grande Prémio) e Victor Dourlen ("segundo" Primeiro Grande Prémio)
- 1806 - Victor Bouteiller
- 1807 - O Grande Prémio não foi atribuído
- 1808 - Pierre-Auguste-Louis Blondeau
- 1809 - Joseph Daussoigne-Méhul
- 1810 - Désiré Beaulieu
- 1811 - Hippolyte André Jean Baptiste Chélard
- 1812 - Ferdinand Hérold ("primeiro" Primeiro Grande Prémio) e Félix Cazot ("segundo" Primeiro Grande Prémio)
- 1813 - Auguste Panseron
- 1814 - P.-G. Roll
- 1815 - François Benoist
- 1816 - O Grande Prémio não foi atribuído
- 1817 - Désiré-Alexandre Batton
- 1818 - O Grande Prémio não foi atribuído
- 1819 - Jacques Fromental Halévy ("primeiro" Primeiro Grande Prémio) e P.-J.-P.-C. Massin-Turina ("segundo" Primeiro Grande Prémio)
- 1820 - Aimé Ambroise Simon Leborne
- 1821 - L.-V.-E. Rifaut
- 1822 - J.-A. Lebourgeois
- 1823 - E. Boilly e L.-C. Ermel
- 1824 - A.-M.-B. Barbereau
- 1825 - A. Guillion
- 1826 - C.-J. Paris
- 1827 - J.-B.-L. Guiraud
- 1828 - G. Ross-Despréaux
- 1829 - no Grand Prize awarded
- 1830 - Hector Berlioz ("primeiro" Primeiro Grande Prémio) e Alexandre Montfort ("segundo" Primeiro Grande Prémio)
- 1831 - Eugène-Prosper Prévost
- 1832 - Ambroise Thomas
- 1833 - A. Thys
- 1834 - A. Elwart
- 1835 - Ernest Boulanger
- 1836 - X. Boisselot
- 1837 - Louis Désiré Besozzi
- 1838 - A.-G.-J. Bousquet
- 1839 - Charles Gounod
- 1840 - F.E.V. Bazin
- 1841 - L. Maillard
- 1842 - A.-A. Roger
- 1843 - O Grande Prémio não foi atribuído
- 1844 - Victor Massé
- 1845 - O Grande Prémio não foi atribuído
- 1846 - Léon Gastinel
- 1847 - P.-L. Deffès
- 1848 - J.-L.-A. Duprato
- 1849 - O Grande Prémio não foi atribuído
- 1850 - J.-A. Charlot
- 1851 - J.-C.-A. Delehelle
- 1852 - L. Cohen
- 1853 - P.-C.-C. Galibert
- 1854 - G.-N. Barthe
- 1855 - J. Conte
- 1856 - O Grande Prémio não foi atribuído
- 1857 - Georges Bizet
- 1858 - S. David
- 1859 - Ernest Guiraud
- 1860 - Emile Paladilhe
- 1861 - Théodore Dubois
- 1862 - L. Bourgault-Ducoudray
- 1863 - Jules Massenet
- 1864 - Victor Sieg
- 1865 - Charles Ferdinand Lenepveu
- 1866 - Émile Louis Fortuné Pessard - "Primeiro Prémio de Harmonia"
- 1867 - no prize awarded
- 1868 - V.-A. Pelletier-Rabuteau and E. Wintzweiller
- 1869 - Antoine Taudou
- 1870 - Charles Edouard Lefebvre e Henri Maréchal
- 1871 - Gaston Serpette
- 1872 - Gaston Salvayre
- 1873 - Paul Puget
- 1874 - Léon Erhart
- 1875 - André Wormser
- 1876 - Paul Joseph Guillaume Hillemacher
- 1877 - O Grande Prémio não foi atribuído
- 1878 - Clément Broutin
- 1879 - Georges Hüe
- 1880 - Lucien Joseph Edouard Hillemacher
- 1881 - O Grande Prémio não foi atribuído
- 1882 - Georges Marty
- 1883 - Paul Vidal
- 1884 - Claude Debussy
- 1885 - Xavier Leroux
- 1886 - André Gedalge - "Segundo Prémio"
- 1887 - Gustave Charpentier
- 1891 - Paul-Henri-Joseph Lebrun (1861-1920)
- 1894 - Henri Rabaud
- 1900 - Florent Schmitt
- 1901 - André Caplet (e Maurice Ravel, 3.º Prémio)
- 1901 - Gabriel Dupont - "Segundo Prémio"
- 1902 - Aymé Kunc
- 1902 - Roger Ducasse - "Segundo Prémio"
- 1902 - Albert Bertelin - "Terceiro Prémio"
- 1903 - Raoul Laparra
- 1904 - Raymond-Jean Pech
- 1904 - Paul Pierné - "Segundo Prémio"
- 1904 - Hélène Fleury-Roy - "Terceiro Prémio"
- 1905 - Victor Gallois
- 1905 - Marcel Samuel-Rousseau - "Segundo Prémio"
- 1905 - Philippe Gaubert - "Terceiro Prémio"
- 1906 - Louis Dumas
- 1907 - Maurice Le Boucher
- 1908 - André Gailhard
- 1908 - Louis Dumas
- 1908 - Nadia Boulanger - "Segundo Prémio"
- 1908 - Édouard Flament
- 1909 - Jules Mazellier
- 1909 - Marcelle Tournier - "Segundo Prémio"
- 1913 - Lili Boulanger
- 1914 - Marcel Dupré
- 1919 - Jacques Ibert - "Primeiro Grande Prémio"
- 1923 - Jeanne Leleu - "Primeiro Grande Prémio"
- 1923 - Robert Bréard - "Segundo Prémio"
- 1927 - Henri Tomasi
- 1932 - Vittorio Giannini
- 1934 - Eugène Bozza
- 1935 - Samuel Barber
- 1938 - Henri Dutilleux
- 1948 - Odette Gartenlaub
- 1949 - Adrienne Clostre
- 1950 - Éveline Plicque-Andrani
- 1953 - Jacques Castérède
- 1955 - Pierre Max Dubois
- 1967 - fr:Michel Rateau - "Primeiro Grande Prémio"
- 1972 - Gérard Grisey

## Vencedores após 1972

### Composição musical
- 1971 - Didier Denis, Tristan Murail
- 1972 - Gérard Grisey, Michel Zhar
- 1973 - Solange Ancona
- 1974 - André Bon, François Bouch
- 1975 - Michaël Levinas
- 1977 - Alain Gaussin
- 1978 - Philippe Hersant, Jean-Claude Wolff
- 1979 - Jean-Louis Florentz
- 1980 - Gisèle Barreau
- 1981 - Bruno Ducol, Pascal Dusapin
- 1982 - Denis Cohen
- 1983 - Nicolas Bacri, Daniel Tosi
- 1984 - Suzanne Giraud, Kimi Sato
- 1985 - Claudio Ambrosini, Bernard Cavanna
- 1986 - Philippe Hurel, Jean-Marc Singier
- 1987 - Jean-Baptiste Devillers, Frédéric Durand aka Frédéric Durieux
- 1988 - Michael Jarrell, Thierry Lancino
- 1989 - Claude Lenners, Frédéric Martin, Philippe Mion
- 1990 - Gérard Pesson
- 1991 - Philippe Durville y Arnaud Petit
- 1992 - Giorgios Koumendakis
- 1993 - Laurent Martin, Eric Tanguy, François Paris
- 1994 - Philippe Leroux, Thierry Blondeau, Marc-André Dalbavie
- 1995 - Stefano Gervasoni, Yan Maresz
- 1996 - Jean-Louis Agobet, Thierry Machuel, Yi Xu
- 1997 - Daniel D’Adamo
- 1998 - Marc André
- 1999 - Régis Campo, Alexandros Markeas
- 2000 - Benjamin de La Fuente, Ramon Lazkano, Frédéric Verrières-Podevin
- 2002 - Fabien Lévy
- 2003 - Igor Ballereau, Samuel Sighicelli
- 2004 - Pedro Amaral, Bruno Mantovani
- 2005 - Jérôme Combier